# لاکهید مارتین ایکس-۵۶
لاکهید مارتین ایکس-۵۶ (به انگلیسی: Lockheed Martin X-56) یک هواگرد ساختِ کارخانهٔ لاکهید مارتین در کشور ایالات متحده آمریکا است. نخستین استفاده‌کنندهٔ این هواگرد ناسا بوده‌است. این هواگرد برای نخستین بار در ۲۶ ژوئیه ۲۰۱۳ میلادی مورد استفاده قرار گرفت.